# Elektroinstallation Oberlind

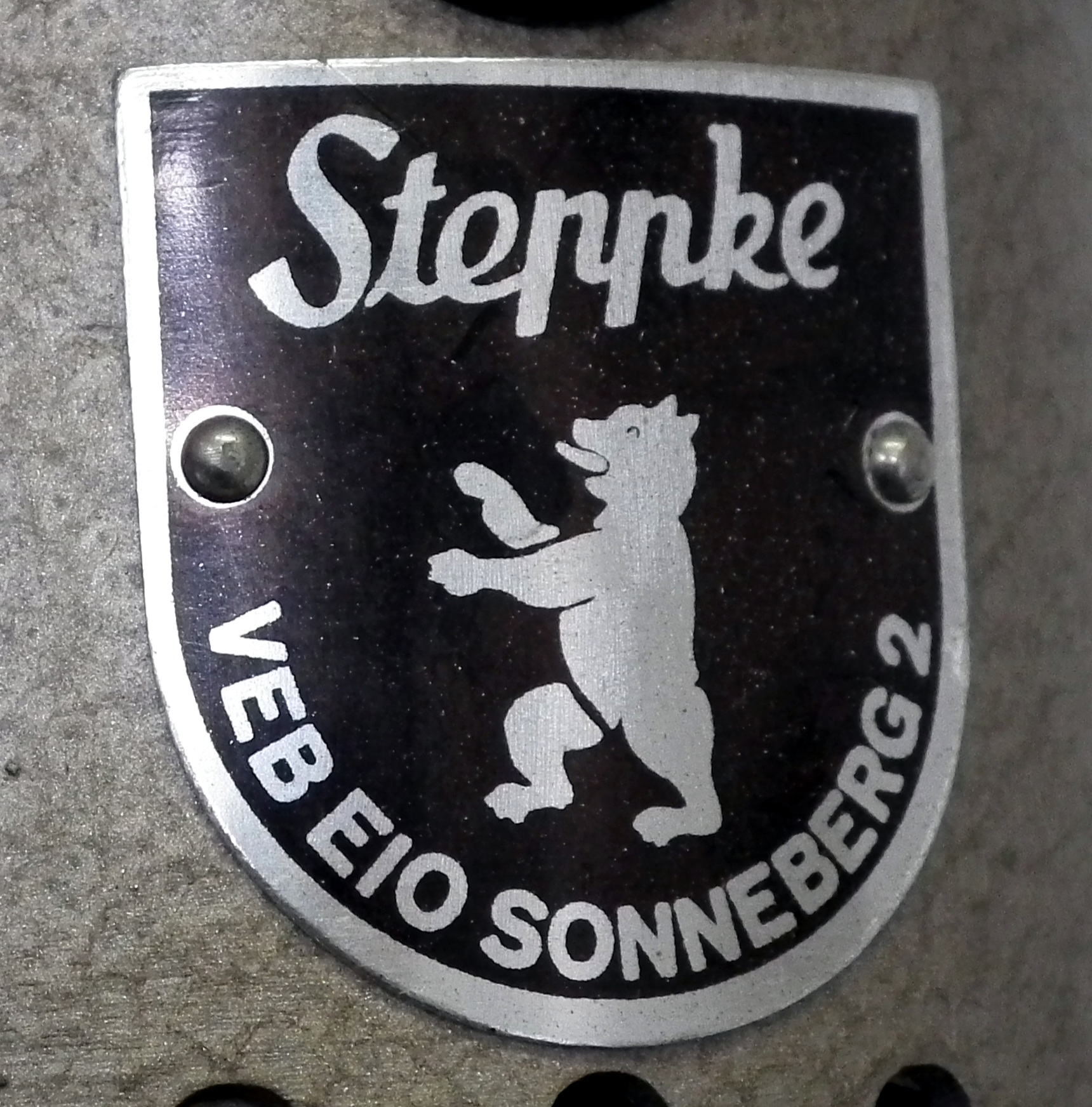
Logo auf dem Handstaubsauger Steppke

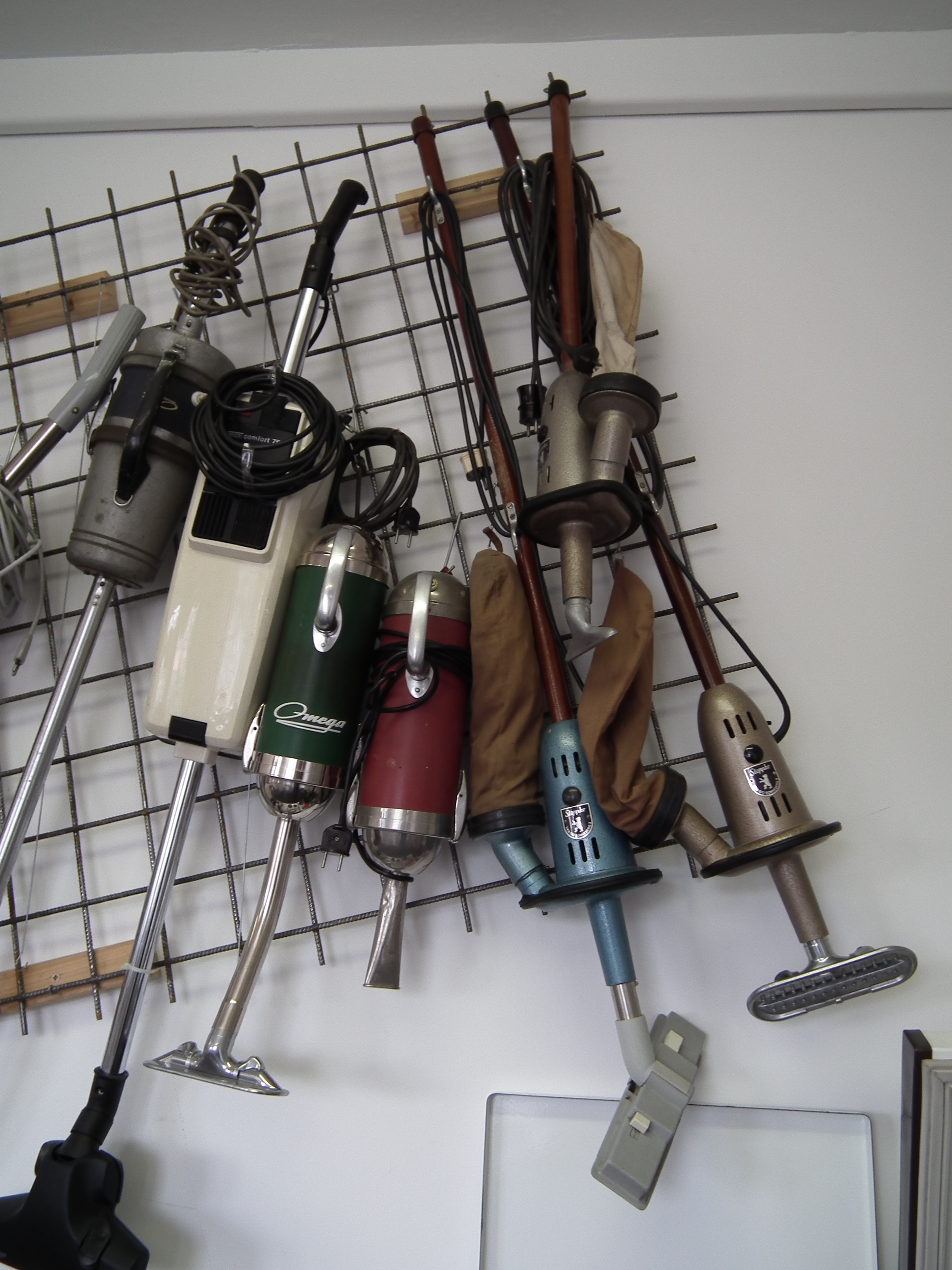
Ganz rechts sind drei Steppke-Handstaubsauger vom VEB EIO Sonneberg zu sehen

Elektroinstallation Oberlind (kurz EIO) war ein Volkseigener Betrieb in Oberlind (DDR). Seit den 1990er Jahren ist EIO eine Marke der Gruppe Glen Dimplex Deutschland.

## Geschichte
Im Jahr 1913 wurden die ersten Produktionsstätten vom Spielwarenunternehmen H. Josef Leven errichtet. Acht Jahre später, 1921, eröffneten darin die Siemens-Schuckertwerke in Oberlind ihr Kleinbauwerk II, welches 1939 mit 987 Mitarbeitern elektrisches Installationsmaterial wie Sicherungselemente und Schalter produzierte. Nach dem Zweiten Weltkrieg folgte die Enteignung, wobei die Produktion zunächst unter dem Namen Siemens weiterlief und die Erzeugnisse zum größten Teil als Reparationsleistungen in die Sowjetunion gingen. Ab 1948 wurde der Betrieb in die ostdeutsche Vereinigung volkseigener Industriebetriebe der Elektrotechnik eingegliedert und in VEB IKA Oberlind umbenannt. Anfang der 1950er Jahre begann man unter dem Markenzeichen IKA  mit der Entwicklung und Produktion elektrischer Haushaltsgeräte. Außerdem übernahm der Betrieb die Fertigung und Weiterentwicklung der Piko-Modelleisenbahn. Ab 1958 wurde der VEB IKA Oberlind in VEB Elektroinstallation Oberlind (EIO) umbenannt. Der VEB EIO spezialisierte sich auf die Entwicklung und Herstellung kleiner Küchengeräte und Haushaltsstaubsauger. Die Produktion der Piko-Modelleisenbahn wurde 1961 in den VEB Piko Sonneberg ausgelagert. Ab Mitte der 1960er spezialisierte sich der VEB EIO Sonneberg ausschließlich auf die Produktion von Staubsaugern, die als Exportartikel unter dem Label EIO in die RGW-Staaten, aber auch in die EWG ausgeführt wurden. Die Versandhäuser Neckermann und Quelle verkauften die EIO-Staubsauger unter ihren eigenen Markennamen. Anfang der 1990er Jahre wurde EIO Sonneberg von der Treuhandanstalt an die Glen-Dimplex-Gruppe verkauft, die den Markennamen EIO weiterhin führt. 2017 wurde die Produktion von Staubsaugern in Oberlind eingestellt; fortan baute EIO Schaltschränke für Wärmepumpen. Im Oktober 2019 wurde seitens der Muttergesellschaft die komplette Einstellung des Betriebs zur Jahresmitte 2020 beschlossen.